# Doordarshan

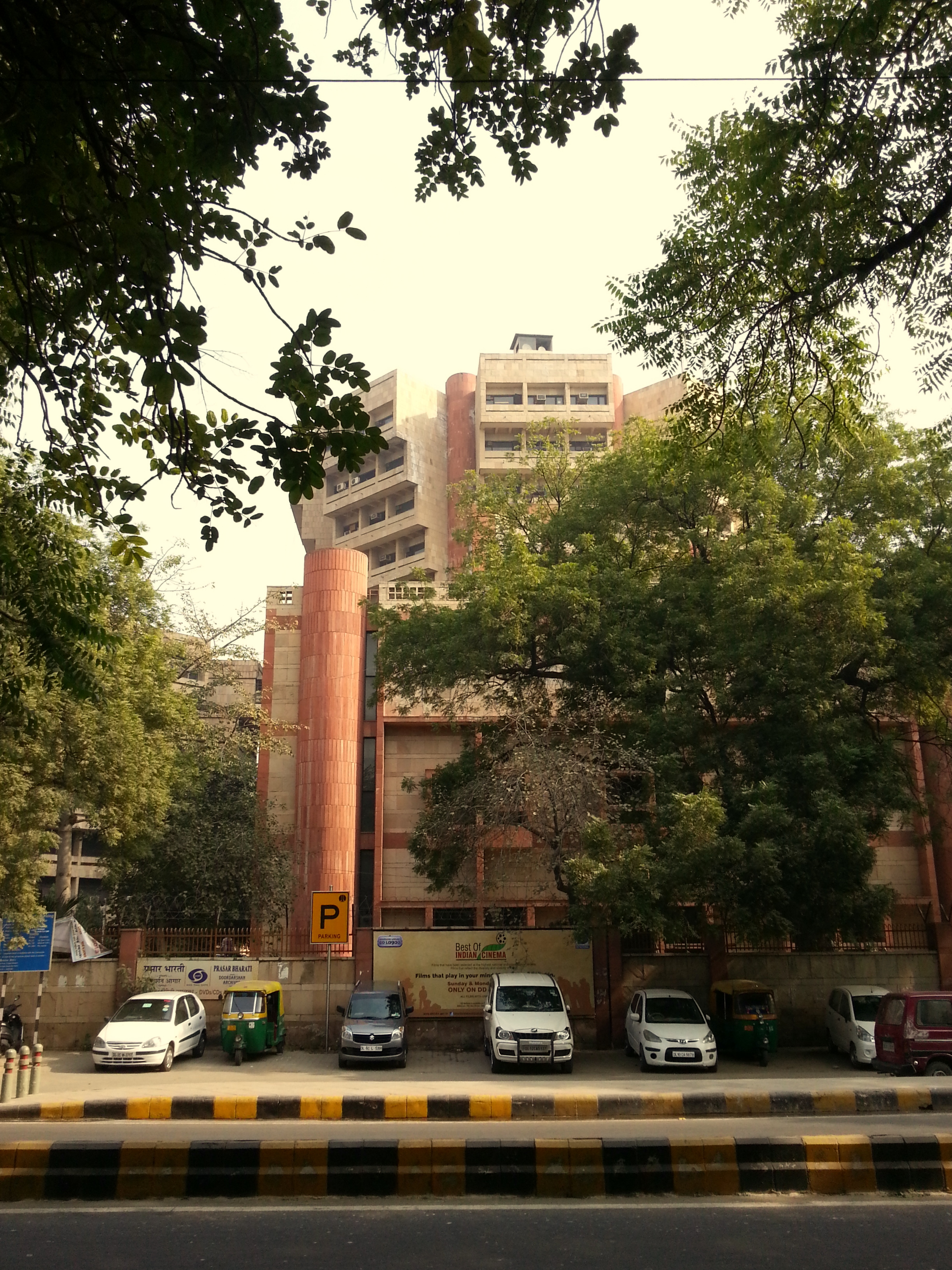
Doordarshan Bhawan

Doordarshan (Hindi: m., दूरदर्शन, dūrdarśan, Durdarshan; dt.: „Fernsehen“) bezeichnet das indische öffentlich-rechtliche Fernsehen, und besteht aus den Hindi/Sanskrit-Wörtern dur (fern) und darshan (Ansicht, Aussicht). Es entspricht in der Wortbedeutung daher exakt dem deutschen Fernsehen und dem griechisch-lateinischen televisio.
Mit Doordarshan (kurz DD) ist auch der staatliche Fernsehsender gemeint, der in den letzten Jahren zunehmend Konkurrenz durch private Sender wie Star TV oder Zee TV bekam. 

## Geschichte
DD begann seine Ausstrahlungen am 15. September 1959 als Teil von All India Radio (AIR) in Neu-Delhi mit je einer Stunde Sendezeit Dienstag und Freitag abends; ab 1965 erfolgte die Ausstrahlung täglich. 1972 wurde ein Fernsehzentrum in Bombay eingerichtet, 1973 in Srinagar und Amritsar (hier in Konkurrenz zu Pakistan Television aus Lahore) und 1975 in Calcutta, Madras und Lucknow. 
1976 wurde DD organisatorisch von AIR getrennt und erhielt einen eigenen Generaldirektor (1976–79 P. V. Krishnamoorthy). 1982 startete vor Beginn der IX. Asienspiele im Land das Farbfernsehen, 1982/83 die Verbreitung über Insat und 1984 ein zweites Programm (DD 2; 1993 DD Metro; seit 2003 DD News). 1997 wurden AIR und DD zu Prasar Bharati zusammengefasst.

## Programme
Heute gibt es sechs nationale Programme: neben DD National und DD News sind das DD Sports (1998), DD Bharati (2002; Kultur), DD Urdu (2006) und DD Kisan (2015; ländlicher Raum). Dazu kommen das Auslandsprogramm DD India (gestartet 1995 als DD World) sowie zahlreiche Regionalprogramme und Programme für einzelne Bundesstaaten. 34 Programme werden über Satellit verbreitet. Produziert wird landesweit in 67 Zentren („Kendras“). Außerdem ist DD an der Verbreitung von Bildungsprogrammen wie Gyandarshan (IGNOU) und Vyas (University Grants Commission – Consortium for Educational Communication, UGC-CEC) beteiligt.

### Regionale Satellitenprogramme
| Staat | Programm                  | Programm   | Start | Web |
| ----- | ------------------------- | ---------- | ----- | --- |
| JK    | DD Kashir                 | کاشر       | 2003  |     |
| PB    | DD Punjabi                | ਪੰਜਾਬੀ        | 1998  |     |
| UP    | DD Uttar Pradesh          | उत्तर प्रदेश  | 2013  |     |
| BR    | DD Bihar                  | बिहार        | 2013  |     |
| MP    | DD Madhya Pradesh         | मध्य प्रदेश   | 2013  |     |
| RJ    | DD Rajasthan              | राजस्थान      | 2013  |     |
| GJ    | DD Girnar                 | ગિરનાર       | 1992  |     |
| MH    | DD Sahyadri               | सह्याद्री      | 1994  |     |
| KA    | DD Chandana               | ಚಂದನ        | 1994  |     |
| KL    | DD Malayalam              | മലയാളം       | 1994  |     |
| TN    | DD Podhigai               | பொதிகை        | 1993  |     |
| AP    | DD Saptagiri (Vijayawada) | సప్తగిరి      | 1993  |     |
| TG    | DD Yadagiri (Hyderabad)   | యాదగిరి       | 1993  |     |
| OR    | DD Odia                   | ଓଡ଼ିଆ        | 1994  |     |
| WB    | DD Bangla                 | বাংলা         | 2001  |     |
| AS    | DD North-East             | North-East | 2000? |     |